# Listă de mantode din România
Lista de mantode (călugărițe) din România cuprinde doar 3 specii din 3 genuri și 2 familii.

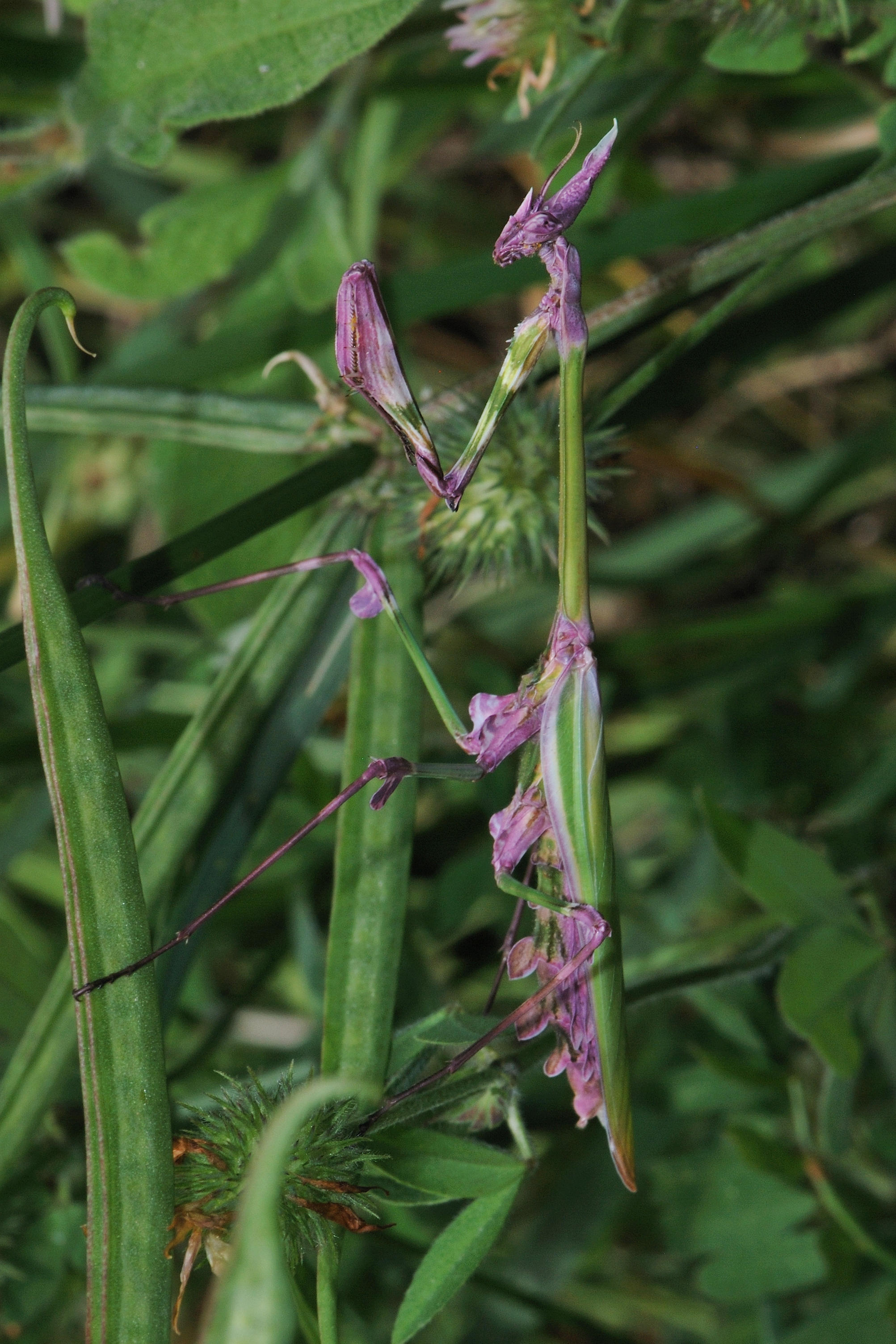
Femelă Empusa fasciata

## Familia Empusidae
Genul Empusa
- Empusa fasciata Brullé, 1832

## Familia Mantidae
Genul Mantis
- Mantis religiosa (Linnaeus, 1758)

Genul Ameles 
- Ameles heldreichi Brunner von Wattenwyl, 1882